# Llavea cordifolia
Llavea cordifolia is een varen uit de lintvarenfamilie (Pteridaceae) die afkomstig is uit Midden-Amerika. De plant wordt gekenmerkt door bladen met zowel steriele als fertiele bladslipjes.

## Naamgeving enetymologie
De botanische naam Llavea is een eerbetoon aan de Mexicaanse natuuronderzoeker Pablo de la Llave (1773-1833). De soortaanduiding komt van het Latijnse 'cor' (hart) en 'folium' (blad), naar de vorm van de steriele blaadjes van deze varen.

## Kenmerken

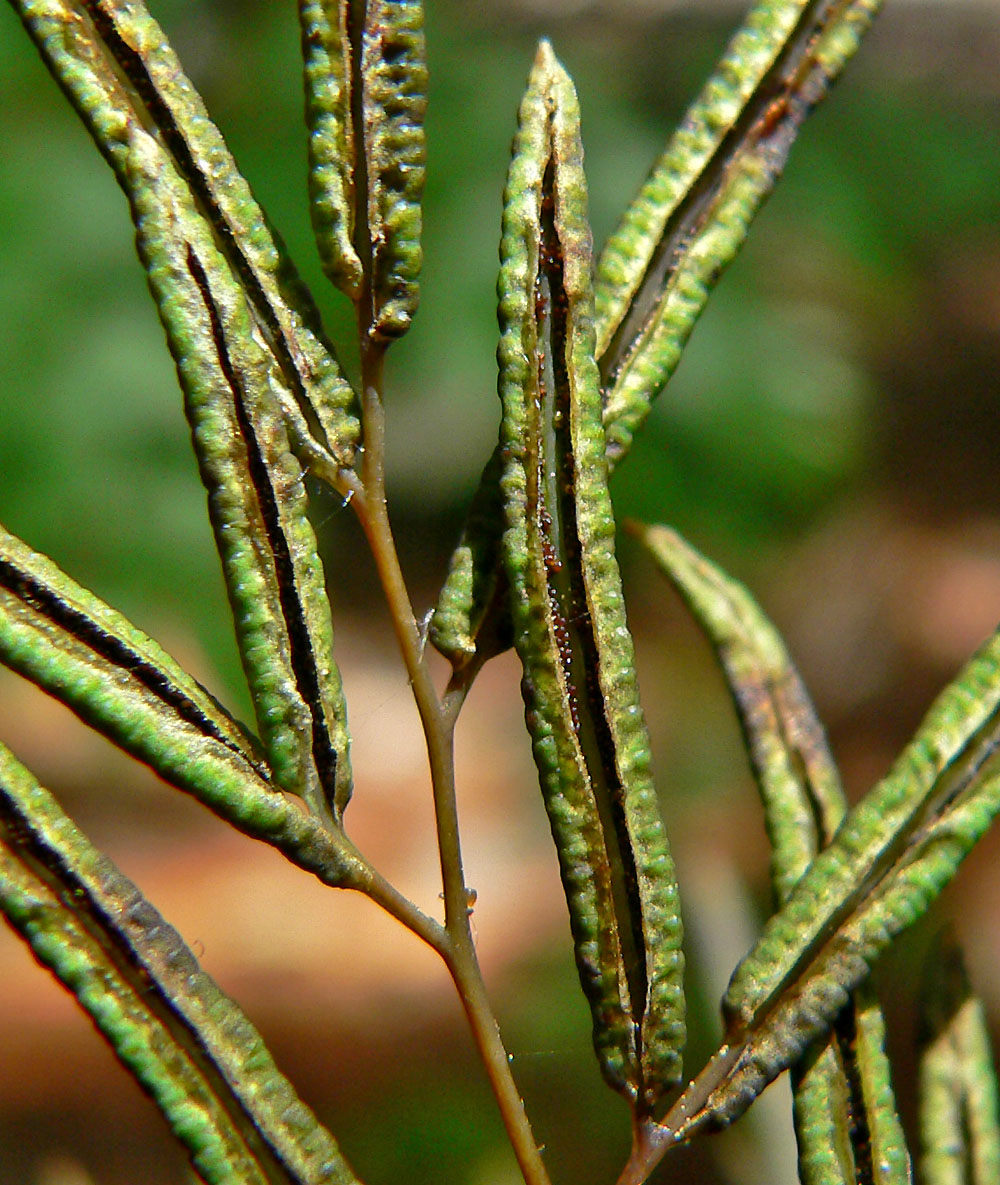
Llavea cordifolia, met sporenhoopjes onder de omgekrulde bladranden.

Llavea cordifolia is een varen waarvan de bladen gelijktijdig twee soorten bladslipjes dragen. Onderaan de bladspil zitten de ovale tot hartvormige steriele blaadjes, en aan de top lijnvormige, fertiele blaadjes.
De sporenhoopjes zitten dicht opeengepakt op de onderzijde van de fertiele blaadjes en worden beschermd door de omgekrulde rand van deze blaadjes.

## Habitaten verspreiding
Llavea cordifolia groeit voornamelijk op kalkrijke, humusrijke en vochtige bodems in loofbossen op schaduwrijke plaatsen. Hij komt voor in Midden-Amerika (Mexico, Guatemala, Costa Rica).
L. cordifolia